# Force océanique stratégique

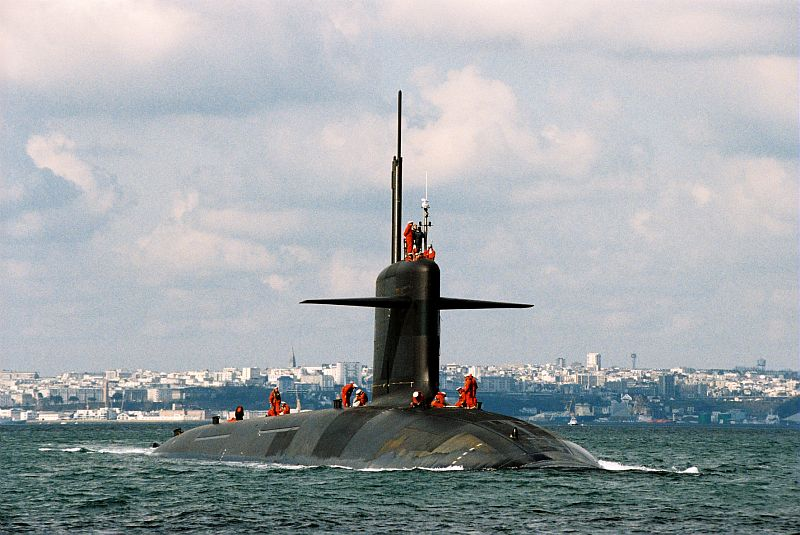
Submarinul clasa Le Triomphant cu rachete balistice strategice

Force océanique stratégique (FOST, Forță Oceanică Strategică) este flota de submarine cu rachete balistice strategice a marinei franceze. Este componenta marină a forțelor de descurajare nucleară franceze force de frappe. 